# CFBDS J005910.90−011401.3
CFBDS J005910.90−011401.3, kurz CFBDS J0059−0114 oder CFBDS0059, ist ein Brauner Zwerg im Sternbild Cetus. Er gehört der Spektralklasse T9 an und seine Position verschiebt sich aufgrund seiner Eigenbewegung jährlich um 0,96 Bogensekunden. Das Objekt wurde 2008 von Philippe Delorme et al. entdeckt und war zu diesem Zeitpunkt der kühlste bis dahin identifizierte Braune Zwerg.